# 大布爾盧克區

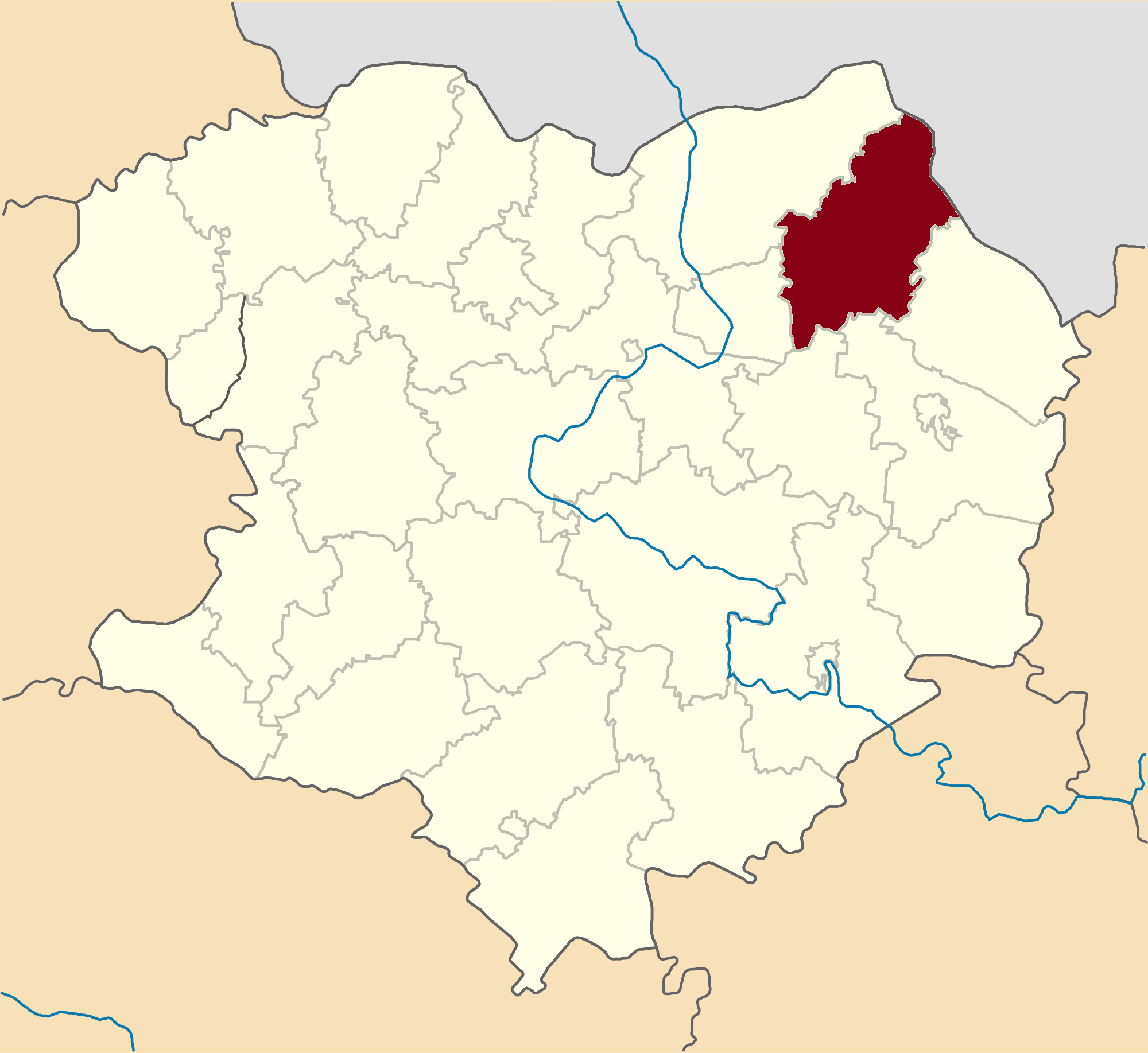

大布爾盧克區（烏克蘭語：Великобурлуцький район），曾是烏克蘭的一個區，位於該國東部，由哈爾科夫州負責管轄，首府設於大布爾盧克，面積1,220.8平方公里，2013年人口23,148，人口密度每平方公里18.96人。
该区在2020年7月18日的乌克兰行政区划改革中被撤销，改革后哈爾科夫州下分为7个区，大布爾盧克區合并至庫皮揚斯克區。